# Kaliptrogen
 Kaliptrogen – jeden z histogenów w merystemie wierzchołkowym korzenia, dający początek czapeczce korzenia  roślin jednoliściennych.